# Плосковский сельский совет (Решетиловский район)
Плосковский сельский совет (укр. Плосківська сільська рада) — входит в состав
Решетиловского района
Полтавской области
Украины.
Административный центр сельского совета находится в 
с. Плоское.

## Населённые пункты совета
- с. Плоское
- с. Браилки
- с. Левенцовка
- с. Твердохлебы
- с. Чередники